# تشفته درة سفلي (مقاطعة دلفان)
تشفته‌درة سفلي (بالفارسية: چفته‌دره سفلی) هي قرية تقع في قسم كاكاوند الشرقي الريفي (مقاطعة دلفان) في إيران. يقدر عدد سكانها بـ 194 نسمة .